# Ana de Boemia
Ana de Boemia (11 mai 1366 – 7 iunie 1394) a fost fiica lui Carol al IV-lea, împăratul Sfântului Imperiu Roman și regele Boemiei, și a soției sale, Elizabeta de Pomerania. A fost membră a Casei de Luxemburg și prima soție a regelui Richard al II-lea al Angliei.

## Căsătoria cu regele Richard al II-lea al Angliei
Richard al II-lea s-a căsătorit cu Ana de Boemia ca urmare a Marii Schisme. Potrivit lui Eduard Perroy, papa Urban al VI-lea a sancționat căsătoria dintre Richard și Ana în încercarea de a crea o alianță în numele său, împotriva francezilor și al papei lor preferat, Clement. Acest lucru ar putea explica de ce Richard s-a căsătorit cu Ana, în ciuda multor membri ai nobilimii și ai Parlamentului englez. Deși i-a fost oferită fiica lui Bernabò Visconti din Milano, care ar fi adus mulți bani ca zestre, a fost aleasă Ana, fără ca acest lucru să aducă un beneficiu financiar Angliei. Ana n-a avut nici o zestre și în schimb Richard a plătit 20 000 florinți (în jur de 13 000 £) fratelui ei, Venceslau. Au existat doar câteva beneficii diplomatice. Deși comercianților englezi li s-a permis comerțul în ambele țări ale Boemiei, acest lucru era minor în comparație cu beneficiile obișnuite obținute prin căsătoriile făcute ca urmare a războiului cu Franța. Prin urmare, n-a fost nici o surpriză faptul că mariajul lor n-a fost unul popular.
La sosire Ana a fost sever criticată de cronicari, probabil ca urmare a aranjamentelor financiare, cu toate că era destul de obișnuit ca regina să fie privită în termeni critici. Ana și regele Richard al II-lea s-au căsătorit în Catedrala Westminster Abbey la 20 ianuarie 1382, ambii fiind în vârstă de 15 ani. Deși au fost căsătoriți timp de 12 ani ei nu au avut copii. Moartea Anei datorită ciumei în 1394 a fost o lovitură devastatoare pentru Richard. El s-a căsătorit din nou cu Isabella de Valois la 31 octombrie 1396.